# Andrena vinnula
Andrena vinnula là một loài Hymenoptera trong họ Andrenidae. Loài này được LaBerge & Hurd mô tả khoa học năm 1965.